# Brachyopa
Brachyopa is een vliegengeslacht uit de familie van de zweefvliegen (Syrphidae).

## Soorten
- B. bicolor

Gedeukte sapzweefvlieg (Fallen, 1817)
- B. cinerea Wahlberg, 1844
- B. cinereovittata Bigot, 1883
- B. cynops Snow, 1892
- B. daeckei Johnson, 1917
- B. diversa Johnson, 1917
- B. dorsata

Verborgen sapzweefvlieg Zetterstedt, 1837
- B. ferruginea (Fallen, 1817)
- B. flavescens Shannon, 1915
- B. gigas Lovett, 1919
- B. grunewaldensis Kassebeer, 2000
- B. insensilis

Kale sapzweefvlieg Collin, 1939
- B. maculipennis Thompson, 1980
- B. media Williston, 1882
- B. nigricauda Curran, 1922
- B. notata Osten Sacken, 1875
- B. obscura Thompson & Torp, 1982
- B. panzeri

Roodbruine sapzweefvlieg Goffe, 1945
- B. perplexa Curran, 1922
- B. pilosa

Oostelijke sapzweefvlieg Collin, 1939
- B. plena Collin, 1939
- B. punctipennis Curran, 1925
- B. rufiabdominalis Jones, 1917
- B. scutellaris

Loofhoutsapzweefvlieg Robineau-Desvoidy, 1843
- B. testacea

Dennensapzweefvlieg (Fallen, 1817)
- B. vacua Osten Sacken, 1875
- B. vittata

Grote sapzweefvlieg Zetterstedt, 1843